# 延庆州
延庆州，明朝时设置的州。
元朝为龙庆州，属大都路。明朝洪武初年，隶属永平府，洪武三年三月，改属北平府，之后废除行政设置。永乐十二年（1414年），设立隆庆州，隶属北京行部。永乐十八年十一月，改隶属京师。隆庆元年（1567年）因為與隆慶年號重名所以改稱延庆州，治所在今北京市延庆区。辖境相当今延庆县地。清朝康熙三十二年（1693年）降为散州。1913年降为延庆县。